# Plastic Man (sèrie)
Plastic Man (en l'original anglès The Plastic Man Comedy/Adventure Show) és una sèrie de televisió animada produïda per Ruby-Spears Productions de 1979 a 1981; emesa als Estats Units a la cadena ABC. Es va doblar al català i es va emetre a TV3 des del dijous 17 de maig de 1984, en substitució d'El show de Gary Coleman.
La sèrie original presentava diverses aventures del superheroi de DC Comics Plastic Man. L'antologia va incloure diversos components, com Plastic Man, Baby Plas, Plastic Family, Mighty Man i Yukk, Fangface i Fangpuss i Rickety Rocket.
Al gener de 1980, es va reduir a 90 minuts, deixant Rickety Rocket, enmig de baixes audiències. A la temporada 1980-81, el format es va reduir a mitja hora i es va tornar a adaptar a The Plasticman/Baby Plas Super Comedy juntament amb altres dues produccions de Ruby-Spears Thundarr the Barbarian i Heathcliff and Dingbat. El programa va ser reempaquetat per Arlington Television en 130 episodis de mitja hora i es va llançar a la distribució diària de la primera xarxa nacional el 1984. The Plastic Man Comedy Show va ser produït i dirigit per Steve Whiting i va incloure un "Plastic Man" en directe, interpretat per Taylor Marks.

## Premissa
L'origen de Plastic Man mai va aparéixer expressament en aquesta sèrie, però s'implica que originalment era el petit lladre Patrick "Eel" O'Brian que es va reformar després de ser deixat per mort per la multitud i obtenir poders d'estirament plàstic. Plastic Man, la seva xicota Penny i la seva companya polinèsia Hula-Hula viatgen pel món i reben els seus encàrrecs de la Cap per aturar qualsevol amenaça al món. Plastic Man sovint conserva el seu sentit de l'humor fins i tot en situacions perilloses, com ara un pop gegant que captura a Penny i Hula-Hula i li fa preguntar "A quina tropa d'escoltes pertanyia?"
Només els malvats de Plastic Man Doctor Dome, Doctor Honctoff, Carrot-Man i Spider provenien dels còmics, mentre que tots els altres enemics es van crear per a la sèrie. La sèrie original té un anunci de servei públic periòdic que ofereix consells senzills per als consumidors per als espectadors, com ara comprar a diferents botigues al millor preu o anar a la biblioteca pública per veure si el llibre desitjat està disponible per demanar-lo en comptes de comprar-lo.
En els primers episodis, la Penny està enamorada de Plastic Man, que decideix ignorar-ho ja que ell mateix està enamorat de la Cap femenina de cabell fosc. Tanmateix, a la segona temporada, Plastic Man correspon a l'enamorament de Penny per ell i els dos es casen. El matrimoni produeix un fill que té els mateixos poders que Plastic Man i genera una sèrie d'episodis més lleugers amb Baby Plas fent coses com salvar els seus amics dels assetjadors del barri.

## Producció
El primer episodi de The Plastic Man Comedy/Adventure Show va ser "Louse of Wax", que es va emetre només una vegada, com a part de l'especial de previsualització de dissabte al matí d'ABC per al 1979. L'episodi va ser escrit per Mark Evanier, qui va recordar que "va ser un dels programes de dibuixos animats més ràpids mai produïts per a televisió. Crec que des que vaig escriure el guió fins que es va emetre van ser unes sis setmanes. En aquell moment havíem acabat la producció de Plastic Man. Em van trucar i em van dir: "Hem d'escriure un altre episodi de Plastic Man i ets l'escriptor més ràpid que tenim". La trama es va extreure d'un esquema no utilitzat que Evanier havia escrit per a la sèrie. "Louse of Wax" va utilitzar una seqüència d'obertura diferent de la que s'utilitzava a la resta de la sèrie; segons Evanier, això va ser perquè l'obertura de la sèrie encara no s'havia acabat, així que se n'havia de crear una de diferent per tenir l'especial de previsualització llest a temps.

## Personal
- Editors de la història: Mark Jones, Elana Lesser, Cliff Ruby
- Història: Mark Jones, Elana Lesser, Cliff Ruby, Mark Evanier, Gary Greenfield, Michael Maurer, Jon Kubichan, Steve Gerber, Norman Maurer, Sid Morse, Buzz Dixon, Jeffrey Scott, Ted Pedersen, Chris Vane, Gordon Kent, Shelly Stark, Roy Thomas, Larry Alexander, Larry Parr, Creighton Barnes
- Directors: Rudy Larriva, Manny Perez, Charles A. Nichols